# یک روز (فیلم ۲۰۱۷)
یک روز (به کره‌ای: 어느날) نام یک فیلم درام به کارگردانی لی یون-کی محصول ۲۰۱۷ کشور کره جنوبی است.

## داستان
یک مرد که شاهد خودکشی همسرش بوده بعد از برخورد سرنوشت ساز با زنی در کما به تدریج سعی در درمان زخم عاطفی خود می‌کند و…